# Conkal
Conkal är en kommunhuvudort i Mexiko.   Den ligger i kommunen Conkal och delstaten Yucatán, i den östra delen av landet, 1 000 km öster om huvudstaden Mexico City. Conkal ligger 11 meter över havet och antalet invånare är 6 395.
Terrängen runt Conkal är mycket platt. Runt Conkal är det ganska tätbefolkat, med 75 invånare per kvadratkilometer. Närmaste större samhälle är Mérida, 14,8 km sydväst om Conkal. Trakten runt Conkal består till största delen av jordbruksmark.